# Isa Cardoso
Marisa Isabel Marques Cardoso (* 28. Mai 1991 in Figueira da Foz) ist eine Fado-Sängerin aus Portugal.

## Werdegang
Sie wurde 1991 im portugiesischen Seebad Figueira da Foz geboren. Im Alter von fünf Jahren trat sie erstmals als Sängerin in ihrer Heimatstadt auf, im Vereinsheim des Clube União Brenhense in der Gemeinde Brenha. 2004 trat sie in der Grande Noite de Fado in Lissabon auf, wo sie den achten Platz erreichte.
Mit ihrem Konzert am 28. Januar 2009 im Kulturzentrum Centro de Artes e Espectáculos in ihrer Heimatstadt eröffnete das dortige Café eine neue Reihe intimer akustischer Konzerte. Zu dem Zeitpunkt war die Sängerin 17 Jahre alt und bereitete sich auf ihr Abitur vor.
Nachdem sie den Fado-Wettbewerb der Stadt Almada gewonnen hatte, ist sie 2011 auch im portugiesischen Fernsehen aufgetreten. Im Rahmen der Stadtfeste 2011 der Stadt Lissabon sang sie zudem live in Wagen der bekannten Straßenbahnlinie 28.
Im November 2012 erschien ihr Debüt-Album Primeira Madrugada (dt.: Erste Morgendämmerung) mit neuen Kompositionen, bis auf zwei klassische Fados, die sie hier mit neuem Text vortrug. Sie stellte es mit einer Reihe Auftritte in Filialen der Fnac in Portugal vor.

## Diskografie
- 2012: Primeira Madrugada